# Bad Höhenstadt
Bad Höhenstadt ist ein Gemeindeteil, ehemaliger Wallfahrtsort und ehemaliger Kurort im Markt Fürstenzell im niederbayerischen Landkreis Passau.

## Lage
Bad Höhenstadt liegt etwa drei Kilometer südlich von Fürstenzell im Unterbayerischen Hügelland. Schon von weitem ist die Pfarrkirche auf einem Höhenrücken zu sehen.

## Geschichte
Bereits auf die Steinzeit gehen eine Kreisgrabenanlage von 95 Metern Durchmesser und Funde unter anderem eines tönernen Wasserkruges und eines Feuersteindolches zurück. Aus der Zeit der Kelten sind drei Viereckschanzen erhalten, östlich vom Einödhof Bibing, im Moosbauerfeld und nordöstlich von Hafering.
Die erste Erwähnung Höhenstadts stammt aus dem Jahr 788 in einer Schenkung der Güter zu Hohunsteti der Geschwister Hrodin und Wantila an das Domstift zu Passau. Der Traditionskodex des Klosters Vornbach führt 1144 erstmals die Quellen auf. Im Jahr 1319 übertrug das Passauer Domkapitel den Zisterziensern von Kloster Fürstenzell die Seelsorge an der damaligen Kirche, von der noch Reste erhalten sind. Auf eine Schwefelquelle als der Stünchende Brunn verweist eine Erwähnung aus dem Jahr 1334. 1380 wurde die Pfarrei dem Kloster Fürstenzell inkorporiert. Höhenstadt war zu dieser Zeit ein beliebter Wallfahrtsort. Als um 1630 in Sammarei eine neue Wallfahrt aufblühte, verlor Höhenstadt an Bedeutung.

Bad Höhenstadt in der Mitte des 18. Jahrhunderts: Kupferstich von Johann Michael Söckler

1713 wurde der Badebetrieb erneuert, als die Schwefelweide mit ihren Quellen vom Kloster erworben wurde. In diesem Jahr gaben der Stadtphysikus von Vilshofen Johann Andrä Mayr und Abt Abundus II. de Pugnetti ein 53 Seiten umfassendes Büchlein unter dem Titel Marianischer Heyl- und Gnadenbrunnen heraus. 1719 ließen sie ein hölzernes Badehaus errichten. 1726 erfreute sich Mayr in Höhenstadt einer illustren Liste von Badegästen sowohl geistlichen als auch weltlichen Standes. Auch die Wallfahrt scheint noch einmal erblüht zu sein, denn 1780 wurde für das Gnadenbild ein neuer Altar errichtet. 1780 bis 1783 baute Abt Otto Prasser ein steinernes Badehaus.

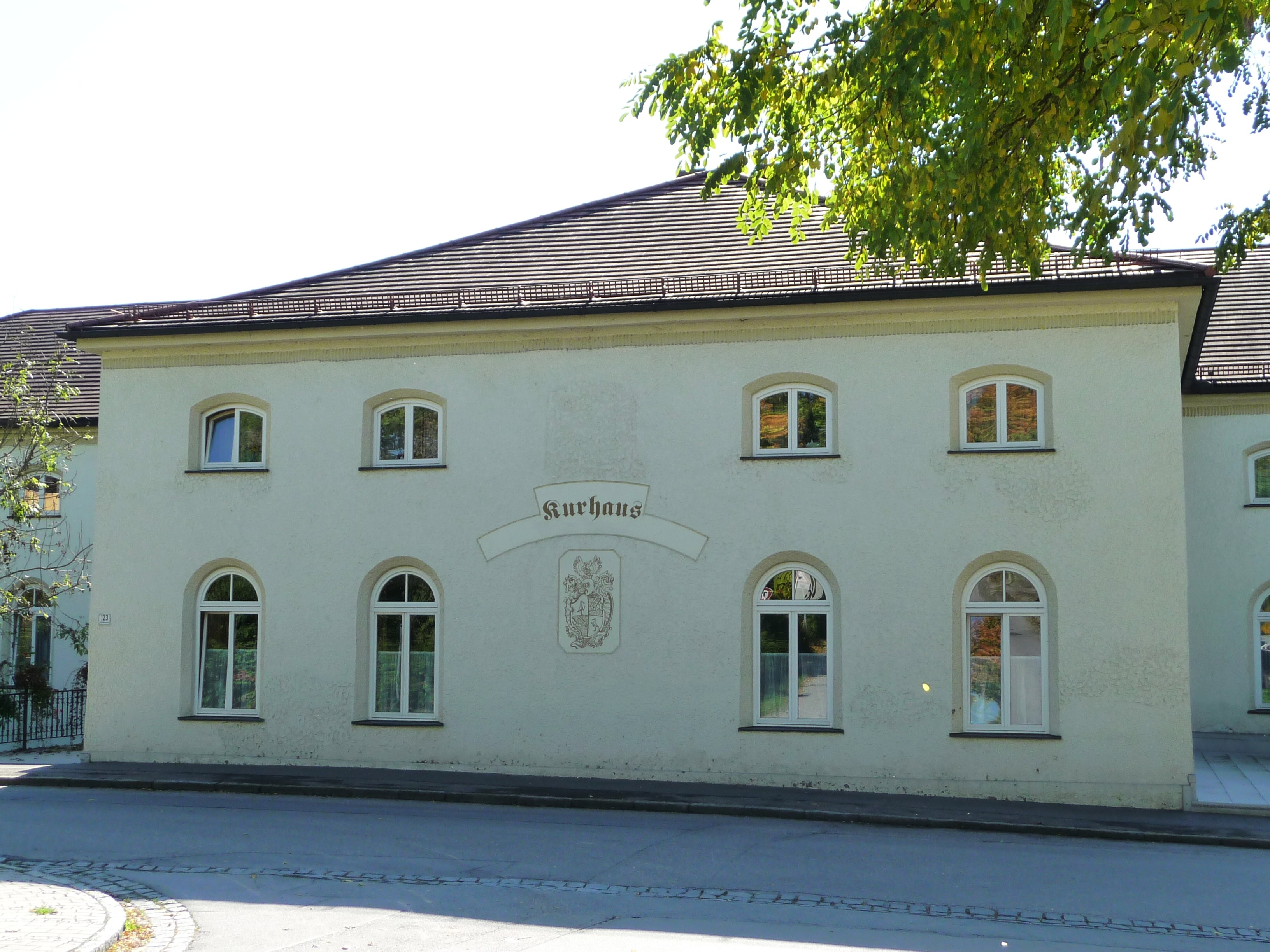
Das Gebäude des ehemaligen Kurbads

Nach der Säkularisation in Bayern 1803 ist die Pfarrei Bad Höhenstadt selbständig. Die Landgemeinde Höhenstadt wurde 1818 durch das bayerische Gemeindeedikt begründet.
Der Dorfschuster Benedikt Wiesner ersteigerte das Badehaus für 1400 Gulden und betrieb es zusammen mit seinem Sohn. Am 1. Oktober 1830 verkaufte Wiesner sein Bad für 29.000 Gulden an das interessierte Königreich Bayern. König Ludwig I. genehmigte am 8. Mai 1839 in Rom den von Leo von Klenze entworfenen und von Friedrich von Gärtner überarbeiteten Plan für ein neues Königlich-Bayerisches Staatsbad in Höhenstadt. Die Baukosten betrugen 32.000 Gulden. Im Sommer 1842 wurde das neue Kurhaus mit 45 Zimmern und 15 Doppelzimmern seiner Bestimmung übergeben.
Nach einem Rückgang des Badebetriebs ab 1865 verkaufte König Ludwig II. das Kurhaus im Jahr 1871 für 25.000 Gulden an den Privatier Wilhelm Straßner. Danach wechselte das Bad mehrfach die Besitzer und Pächter. Zwischen den beiden Weltkriegen erlebte das Bad einen neuen Aufschwung. Seit dem 24. September 1925 führt Höhenstadt den Titel Bad.
1940, als die Eheleute Alois und Anna Baumgartner das Bad besaßen, wurde im Kurhaus ein Lazarett eingerichtet, nach Kriegsende machte man es zum Flüchtlingslager. 1945 zählte der Ort 1559 Einwohner, davon 749 Flüchtlinge. In der Nachkriegszeit kam es zu keiner Wiederaufnahme des Badebetriebes in dem renovierungsbedürftigen Kurhaus mehr, das schließlich verkauft wurde. Seit 1974 dient es als Pflegeheim.
Die Gemeinde Bad Höhenstadt kam im Rahmen der Gebietsreform in Bayern am 1. Januar 1972 zu Fürstenzell.

## Baudenkmäler

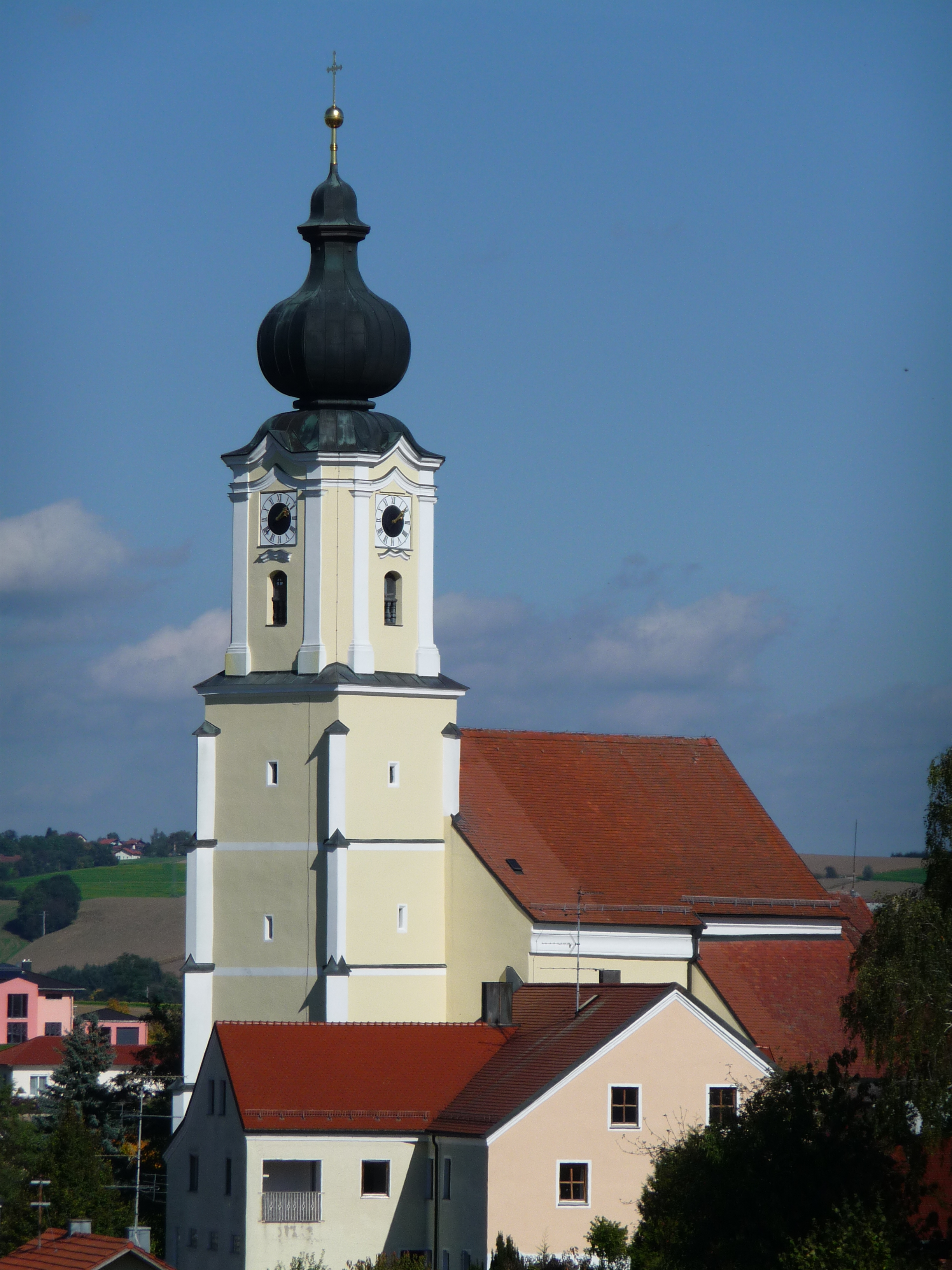
Die Pfarrkirche Maria Himmelfahrt

- Die Wallfahrtskirche und heutige Pfarrkirche Maria Himmelfahrt wurde 1460 bis 1495 erbaut. Aus dieser Zeit stammt das Gnadenbild, eine spätgotische Muttergottesfigur, genannt Schöne Maria im Turm, die sich heute inmitten des Rokokoaltares in der Seitenkapelle befindet. Der Name erinnert an den ursprünglichen Standort im Untergeschoss des alten romanischen Turms. Im neugotischen Hochaltar ist ein Relief aus dem Jahre 1520 integriert. Es zeigt das letzte Abendmahl. Die Fresken stammen aus dem Jahr 1780.
- Das frühklassizistische ehemalige Kurhaus entstand 1841 nach Plänen von Leo von Klenze. Die traditionsreiche Schwefelquelle im Kurpark ist inzwischen wieder zugänglich. Sie kann zum Trinken und in einem Kneipp-Tretbecken von jedermann benutzt werden.

## Persönlichkeiten
Bad Höhenstadt ist der Geburtsort von Wilhelm Diess (* 25. Juni 1884, † 13. September 1957). Er war einer der bedeutendsten bayerischen Erzähler seiner Zeit.

## Vereine
Wichtige Vereine im Ort sind die Freiwillige Feuerwehr Bad Höhenstadt, die BRK Bereitschaft Bad Höhenstadt und der DJK SV Bad Höhenstadt e.V.

## Verkehr
An der Bahnstrecke Passau–Neumarkt-Sankt Veit liegt die Bedarfshaltestelle Bad Höhenstadt.

## Wappen
Die Gemeinde Bad Höhenstadt führte bis zu ihrer Eingemeindung ein eigenes Wappen. Es wurde mit Zustimmung des Bayerischen Staatsministeriums des Innern seit dem 1. April 1957 geführt. (Nr. I B 1-3000-29 H 8)
Blasonierung

In Gold über einer roten Holzbadewanne schwebend ein blauer Anker, darüber ein roter Sparren; in den Oberecken je ein sechsstrahliger blauer Stern.